# Morgan Spector
 (janvier 2022).
Le contenu est difficilement compréhensible vu les erreurs de traduction, qui sont peut-être dues à l'utilisation d'un logiciel de traduction automatique.
Morgan Spector est un acteur américain, né le 4 octobre 1980 à Santa Rosa, dans le nord de la Californie.

## Biographie
Morgan Michael Spector est né à Santa Rosa, le 4 octobre 1980 et a grandi à Guerneville. Son père était avocat et sa mère a travaillé dans l'éducation publique d'abord comme enseignante puis comme administratrice.
Il joue pour la première fois dans un théâtre communautaire à l'âge de 8 ans et plus tard dans les productions de son collège. Ayant obtenu son diplôme au Reed College, à Portland, en Oregon, il s'inscrit à l'école d'interprétation du American Conservatory Theatre à San Francisco. Par la suite, Il a déménagé à New York en 2006. 
Spector est juif du côté de son père. Sa grand-mère paternelle était actrice à New York dans le Yiddish Theatre District (en),,,.
En 2010, Spector fait ses débuts à Broadway en tant que Rodolpho dans la reprise de Gregory Mosher de la pièce d'Arthur Miller intitulée A View From the Bridge — un rôle qu'il a été appelé à jouer lorsque l'acteur prévu pour le rôle a été blessé lors des répétitions. En 2012, il a tenu le rôle de Boris, dans The New Group's Off-Broadway, production de The Russian Transport, par Erika Sheffer.
En 2014, il est co-vedette avec Rebecca Hall dans une reprise à Broadway de Machinal de Sophie Treadwell. Après leur mariage,ils sont encore ensemble sur scène à New York, dans la pièce Play de Clare Lizzimore, en juin 2017.
En 2020, il joue dans la mini-série d’HBO The Plot Against America adaptée du roman du même nom de Philip Roth, aux côtés de Winona Ryder ; il obtient une nomination aux Critics' Choice Television Awards 2021 dans la catégorie meilleur acteur dans une mini-série ou un téléfilm. Il sera également en tête d'affiche aux côtés de Cynthia Nixon et Christine Baranski dans The Gilded Age, développé par Julian Fellowes.

## Vie privée
Enfant, Spector a remporté la troisième place dans la Californie Jr. High State Spelling Bee en 1993. Grâce à de nombreuses séances d'orthophonie, il a pu surmonter un zozotement quand il était en cinquième. Il a passé les étés de 1995 et 1997 à travailler comme aide-service à la réserve d'État de Armstrong Woods à Guerneville.
Morgan est supporter des Giants de San Francisco.
Il a épousé la comédienne Rebecca Hall en 2015 avec laquelle il a eu un enfant né en 2018.
Il soutient Bernie Sanders lors des primaires démocrates de 2020.

## Filmographie

### Cinéma
- 2004 : Raspberry Heaven : Kurt Callaway
- 2010 : Le Dernier Maître de l'air : Lead Fire Nation Soldier
- 2011 : Musical Chairs : Kenny
- 2013 : All Is Bright : Vladimir
- 2013 : Burning Blue : William Stephensen
- 2014 : Grand Street : Nino
- 2014 : The Drop : Andre
- 2016 : Christine : Dr. Parsons
- 2016 : Outsider : Stallone
- 2017 : Split : Derek
- 2017 : Man with Van : Kier
- 2017 : Permission : Reece
- 2022 : Nanny de Nikyatu Jusu : Adam
- 2023 : L'Étrangleur de Boston (Boston Strangler) de Matt Ruskin

### Télévision
- 2009-2010 : New York, section criminelle : Player #1 / Tech
- 2010 : How to Make It in America : Scott
- 2011–2013 : Person of Interest : Peter Yogorov
- 2013 : Do No Harm : Patrick
- 2013 : Orange Is the New Black : Patrick
- 2013 : Boardwalk Empire : Frank Capone
- 2013 : Zero Hero : Golem
- 2014 : Unforgettable : Dean
- 2015–2016 : Friday Night Tykes : Voiceover
- 2015 : Allegiance : Victor Dobrynin
- 2016 : Friday Might Tykes: Steel Country : Voiceover
- 2017 : The Mist : Kevin Copeland
- 2018 : Homeland : Dante Allen
- 2019 : Pearson : Bobby Novak
- 2020 : The Plot Against America : Herman Levin
- 2022 : The Gilded Age : George Russell

## Distinctions

### Nominations
- Critics' Choice Television Awards 2021 : meilleur acteur dans une mini-série ou un téléfilm pour The Plot Against America (2020).